# Verniki (sura)
Verniki (arabsko Al-Muminun) je 23. sura (poglavje) v Koranu, ki jo sestavlja 118 ajatov (verzov). Je meška sura.
Med opravljanjem molitve (salata oz. namaza) pri tej suri verniki opravijo 6 ruku'jev (priklonov).